# Peter G. Schultz
Pour les articles homonymes, voir Schultz.
Peter G. Schultz, né le 23 juin 1956 à Cincinnati, est un généticien et chimiste américain, actuellement professeur de chimie à l'Institut de recherche Scripps et directeur du California Institute for Biomedical Research (CALIBR).  
Lauréat du prestigieux prix Wolf de chimie en 1994, il s'est principalement fait connaître par ses contributions fondamentales à la chimie combinatoire, au développement des anticorps catalytiques, de la technologie du phage display et de la technologie des microarrays, à l'intégration d'acides aminés artificiels dans des organismes vivants. Depuis quelques années, il s'intéresse également à l'étude de la différenciation cellulaire par l'utilisation de molécules chimiques.

## Biographie
Peter Schultz est diplômé de chimie summa cum laude au California Institute of Technology en 1979, et y termine également sa thèse de doctorat en 1984 sous la supervision du professeur Peter Dervan (en).  Le sujet de sa thèse est la génération et la caractérisation de 1,1-diazenes et la génération de polypyrroles capables de lier et cliver l'ADN de façon séquence-spécifique. Il passe ensuite une année au Massachusetts Institute of Technology chez le professeur Christopher Walsh avant de rejoindre le corps professoral de l'université de Californie à Berkeley. Il devient principal investigator du Lawrence Berkeley National Laboratory en 1985 et est également nommé chercheur à l'Howard Hughes Medical Institute en 1994. En 1999, Peter Schultz déménage à l'Institut de recherche Scripps et devient cofondateur et directeur du Genomics Institute of the Novartis Research Foundation (qui emploie actuellement environ 500 personnes). Il quitte cette position en 2010 et fonde peu après le California Institute for Biomedical Research (CALIBR), avec le soutien de Merck,,. 
Le professeur Schultz est membre de l'Académie nationale des sciences depuis 1993, de l'Institut de médecine de l'Académie nationale des sciences depuis 1998 et de plusieurs comités éditoriaux et comites directeurs.

## Recherche
Les travaux de Peter Schultz couvrent largement l'interface entre la chimie, la biologie et la science des matériaux. Ils incluent : 
- La découverte des anticorps catalytiques et leur utilisation pour étudier les mécanismes fondamentaux de la catalyse biologique et de l'évolution des interactions moléculaires et de la fonction catalytique.
- Le développement de technologies permettant d'étendre le code génétique d'organismes vivants pour y inclure des acides aminés artificiels aux propriétés multiples.
- L'application de méthodes combinatoires a un vaste panel de problèmes en chimie, biologie et sciences des matériaux.
- La recherche de molécules chimiques capables d'influencer la différenciation de cellules souches, ou la dédifférenciation d'une cellule différenciée en cellule souche.

Il a formé plus de 300 doctorants et postdoctorants, parmi lesquels plusieurs sont dans les corps professoraux d'universités de recherche de premier plan.

## Fondations d'entreprises
Peter Schultz est un fondateur de l'Affymax Research Institute (précurseur de la compagnie Affymetrix), Symyx Technologies (en), Syrrx, Kalypsys, Phenomix, Ilypsa, Ambrx, and Wildcat Discovery Technologies, des sociétés pionnières dans l'application de technologies en high-throughput à la chimie, la biologie et la médecine.

## Prix et récompenses
- 2013 Prix Solvay pour la Chimie du futur
- 2005 Prix Arthur C. Cope de l'American Chemical Society
- 2003 Prix Paul-Ehrlich-et-Ludwig-Darmstaedter
- 2000 Alfred Bader Award in Bioorganic and Bioinorganic Chemistry
- 1998 Institut de médecine de l'Académie nationale des sciences
- 1996 Discover Magazine Awards for Technological Innovation
- 1995 California Scientist of the Year Award : scientifique californien de l'année 1995.
- 1994 Docteur honoris causa en sciences de l'université d'Uppsala en Suède.
- 1994 Prix Wolf de chimie
- 1993 Académie nationale des sciences, USA
- 1993 Harrison Howe Lectureship Award, Rochester Section of the American Chemical Society
- 1992 Ciba-Geigy Drew Award in Biomedical Research, Ciba-Geigy
- 1992 College of Chemistry Teaching Award à l'université de Californie à Berkeley.
- 1992 DuPont Merck Young Investigator Award, The Protein Society
- 1991 Fresenius Award of Phi Lambda Upsilon
- 1992 Humboldt Research Award for Senior U.S. Scientists, Alexander von Humboldt Foundation
- 1991 Ernest Orlando Lawrence Memorial Award, département de l'Énergie
- 1991 Eli Lilly Award in Biological Chemistry de l'American Chemical Society
- 1991-1992 Miller Research Professor à l'université de Californie à Berkeley
- 1990 American Academy of Arts and Sciences
- 1990 American Chemical Society Award in Pure Chemistry
- 1990 Arthur C. Cope Scholar Award de l'American Chemical Society.
- 1988 Alan T. Waterman Award (en) de la National Science Foundation.
- 1988 Alfred P. Sloan Fellow
- 1986 Eli Lilly Scholar
- 1985 Searle Scholar
- 1985 Presidential Young Investigator Award, National Science Foundation
- 1985 Dreyfus Junior Faculty Grantee
- 1984 Nobel Laureate Signature Award, American Chemical Society
- 1983 McKoy Award, Outstanding Graduate Research, Caltech
- 1983 National Institutes of Health Postdoctoral Fellow
- 1983 IBM Fellow
- 1979-1982 National Science Foundation Predoctoral Fellow
- 1979 Sigma Xi Award, Outstanding Undergraduate Research